# Blepharis asteracantha
Blepharis asteracantha är en akantusväxtart som beskrevs av C. B. Cl.. Blepharis asteracantha ingår i släktet Blepharis och familjen akantusväxter. Inga underarter finns listade i Catalogue of Life.